# 퉁구스족

오늘날 시베리아의 퉁구스족

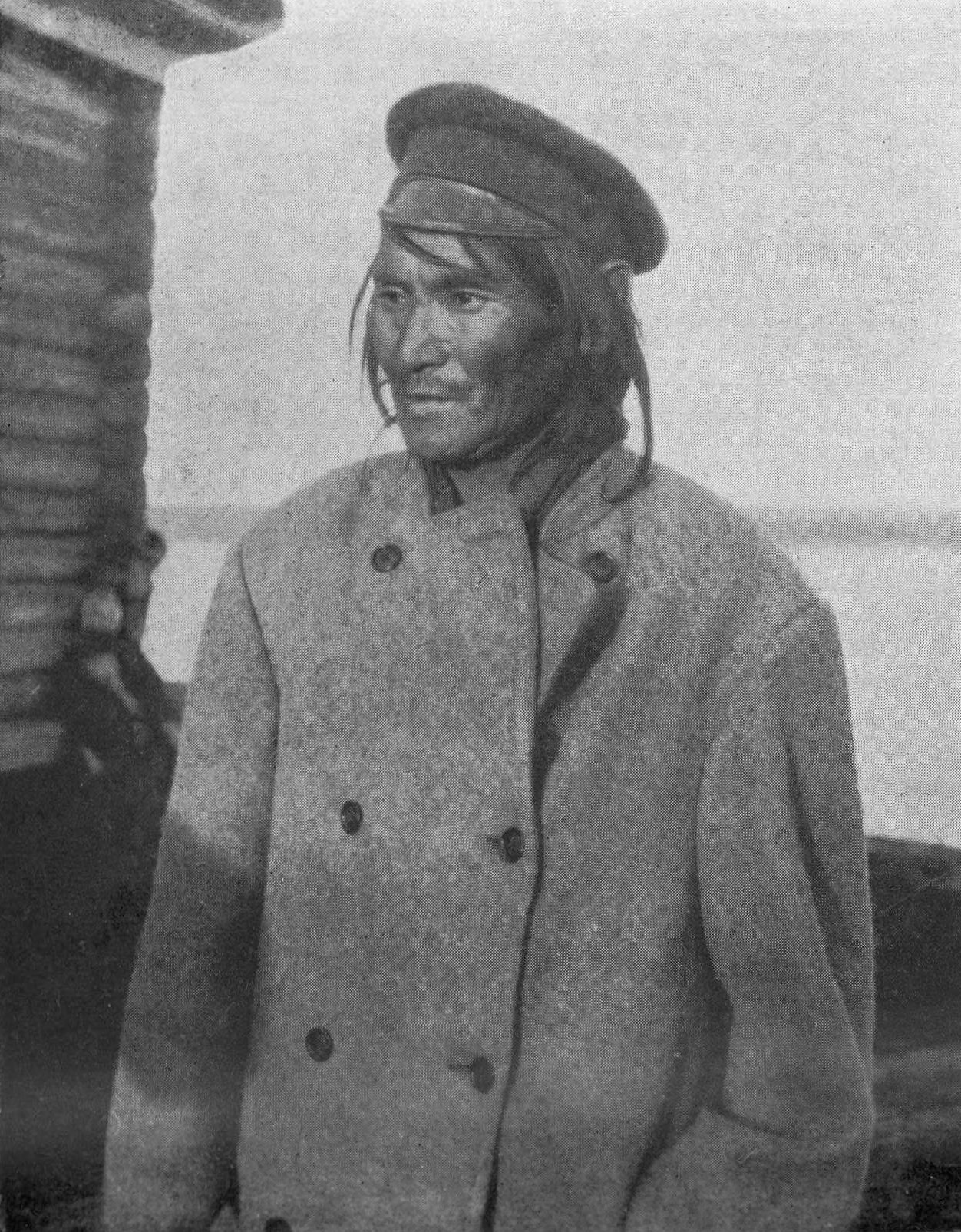
1914년 시베리아의 보로고보에서의 퉁구스족

퉁구스족(영어: Tungusic peoples)은 퉁구스어족에 속하는 언어를 사용하는 민족을 통틀어 가리키는 말로, 동시베리아와 동아시아 동북부에 주로 분포한다.

## 이름
'퉁구스족(Tungus)'이라는 분류은 나중에 인위적으로 만들어진 것으로, 퉁구스어족(Tungusic languages)이라는 언어 분류를 상정한 것이다. 이는 러시아인들이 에벤키족(Evenk, Ewenki)을 퉁구스(Тунгус)라고 부르던 데서 유래했는데, 그 어원은 명확하지 않다. 독일 하인리히 율리우스 클라프로트(Heinrich Julius Klaproth)가 처음 독일어에서 시용했으며, 이후 1850년대에 프리드리히 막스 뮐러(Friedrich Max Müller)에 의해 영어에 도입되었다. 대안형인 만주-퉁구스('Manchu–Tungus' 혹은 'Тунгусо-маньчжурские')도 간혹 사용되고 있다.
'퉁구스카(Tunguska)'라는 지역은 동시베리아(eastern Siberia)의 퉁구스카강 즉 예니세이강 연변에 있으며 동으로는 태평양 연안에 이른다. 이 명칭 역시 퉁구스인(에벤키인)에게서 유래했다. 러시아어로 '퉁구스'는 동부튀르크어의 'tunguz'에서 유래한 것으로 보이는데 이는 '멧돼지(wild pig)' 혹은 '수퇘지(boar)'를 뜻하며, 고대 튀르크어 'tonguz'에서 유래했다. 그러나 일부 학자는 중국어 '동호(東胡)'에서 유래했다고 본다. 현대 발음에 있어서의 유사성에 따라 동호가 언어상 퉁구스어라는 가정이 일반적으로 세워진 적도 있었지만 이에 대한 근거는 희박하다.

## 역사
퉁구스 제 민족은 만주와 한반도 북부 그리고 요하 지역에 유래를 둔 민족 집단으로 생각된다. 그들의 언어인 퉁구스어족에 대해서는 한국어족, 튀르크어족, 몽골어족 등과 함께 알타이어족에 속한다는 주장이 있다.
시베리아의 퉁구스어족의 언어를 분석한 결과 만주족이 퉁구스 언어와 비슷하다고 보고 편의를 위해 만주족을 퉁구스어족으로 분류하고 있다. 하지만 현재 시베리아의 퉁구스 민족들은 만주족과 비슷한 퉁구스어족의 언어를 가지고 있는 이유가 이전 만주족이 시베리아에 진출하거나 여러 기후적 이유로 만주족이 시베리아에 이동하였고 시베리아 민족들이 만주족 사회에 편입되어 만주족 언어화된 것으로 현재 시베리아의 퉁구스 민족들과 만주족은 유전적으로 가깝다고 볼 수는 없다. 만주족은 한민족의 지배를 오랫동안 받았고 만주족에 한민족의 자손이 많이 퍼트려졌기 때문에 만주족은 한민족과 비슷한 계통이다. 현재 만주족은 그 수가 청나라 시절보다 훨씬 줄어들어 약 1000만명이다. 만주족은 1600년대에 중국을 정복하고 청나라를 건국했다. 두번째로 인구가 많은 시버족은 선비족이라는 추측도 있으나 근거는 없으며 만주족계통으로서 만주족 언어적으로 영향을 받아 퉁구스어족에 포함되는 민족이다. 그 다음으로 많은 어웡키인(에벤키족)은 러시아의 예벤키 자치구 및 지역에 살며 상당수가 여전히 전통적 풍습을 유지하고 있다. 이외에 일본에도 오로크인 등 50~70명 정도의 퉁구스족이 산다. 또한 구 소련 지역 내에서 이주를 통해 다른 지역으로 인구가 확산된 경우도 있다.

## 분류
퉁구스어족의 분류와 민족별 인구(주로 2000년대 초 기준)는 다음과 같다:
북부 퉁구스제어족
- 라무트인(에벤인) : 22,383 (러시아)
- 에벤크인 : 38,396 (러시아), 30,875 (중국), 537 (몽골)
- 네기달인 : 513 (러시아)
- 오로촌족 : 8,659 (중국)

남부 퉁구스제어족
- 만주족(여진족) : 10,410,585 (중국), 12,000 (타이완)
- 시버족 : 190,481 (중국)
- 오로치인 : 596 (러시아)
- 우데게족 : 1,496 (러시아)
- 울치인 : 2,765 (러시아)
- 나나이인 : 12,160 (러시아), 5,354 (중국)
- 윌타인 (오로크인) : 295 (러시아), 20 (일본)

1. ↑  The Languages of the Seat of War in the East, by Max Müller, 1855
2. ↑  Tungus. (n.d.) American Heritage® Dictionary of the English Language, Fifth Edition. (2011). Retrieved May 2, 2019 from https://www.thefreedictionary.com/Tungus
3. ↑  Marie Antoinette Czaplicka, The Collected Works of M. A. Czap p. 88
4. ↑  Pulleyblank (1983), p. 452